# Ticuantepe
Ticuantepe là một khu tự quản thuộc tỉnh Managua, Nicaragua. Khu tự quản Ticuantepe có diện tích 61 ki lô mét vuông. Đến thời điểm năm 2005, huyện Ticuantepe có dân số 27008 người.